# Bundesfachschaftentagung Elektrotechnik
Die Bundesfachschaftentagung Elektrotechnik, kurz BuFaTa ET, ist eine regelmäßige Zusammenkunft der Fachschaften sämtlicher Hochschulen im deutschsprachigen Raum, die Studiengänge im Bereich Elektrotechnik, Elektro- und Informationstechnik, Mechatronik sowie Erneuerbare Energien und Energieeffizienz anbieten. Sie versteht sich als oberste Interessenvertretung der Studierenden in den genannten Fächern. Die BuFaTa ET tagt einmal im Semester an wechselndem Ort.

## Organisation
Das zentrale Gremium der BuFaTa ET ist das Plenum, das in der Regel einmal im Semester tagt. Es setzt sich aus den Delegierten aller deutschen Elektrotechnikfachschaften zusammen und ist das einzige Beschlussgremium. Im Plenum berichten alle Mitglieder und Einrichtungen der BuFaTa ET, außerdem wird hier über Anträge und Resolutionen entschieden. Alle Delegationen der Mitglieder haben gleiches Stimmrecht, die Sitzungen sind öffentlich. Fachschaften benachbarter Länder werden zu den Sitzungen eingeladen und können am Informationsaustausch, an Arbeitsgruppen und im Plenum teilnehmen.
Innerhalb des Plenums werden Arbeitskreise gebildet, um Einzelthemen zu beraten sowie Anträge und Resolutionen vorzubereiten. Die AKs haben keine eigene Beschlusskompetenz, sondern müssen sich mit ihren Ergebnissen der Diskussion im Plenum stellen.
Der Sekretär bildet zusammen mit dem Koordinationsausschuss die Geschäftsführung und ist für die Umsetzung von BuFaTa-Beschlüssen, die Pflege von Außenkontakten sowie der Homepage zuständig. Außerdem ist er an der Organisation der nächsten BuFaTa ET beteiligt.

## Aufgaben
Ein besonderes Augenmerk liegt auf der Vernetzung und dem Erfahrungsaustausch der Fachschaften untereinander: Wie gehen andere Fachschaften mit der Einführung neuer Studienformen um, wie werden Erstsemesterstudenten begleitet und wie vertreten die anwesenden Fachschaften die studentischen Interessen innerhalb und außerhalb ihrer Hochschule?
In der Vergangenheit befasste sich die BuFaTa unter anderem mit der Bewertung und Überarbeitung der Bologna-Reformen, der Finanzierung der Fachschaftsarbeit und dem Hochschulranking des CHE. Außerdem wurden Workshops zu vielen anderen Themen der studentischen Vertretung und des elektrotechnischen Studiums abgehalten.
Auf den Tagungen wird ein Wiki erstellt, auf denen Fachschaftler zu jeder Zeit die erarbeiteten Inhalte abrufen können. So soll sichergestellt werden, dass das auf den Tagungen erarbeitete Wissen nicht verloren geht.

## Geschichte
Die BuFaTa-ET entstand Mitte der 1970er Jahre als inoffizielle Nachfolgeorganisation des früheren Fachverbands Elektrotechnik im Verband Deutscher Studentenschaften. Im Zuge der 68er-Studentenbewegung hatte der VDS 1969 sämtliche Fachverbände aufgelöst, um die als überholt angesehene „Trennung in politische und fachliche Interessenvertretung“ aufzuheben.

### BuFaTas der letzten Jahre
- Winter 2023: 93. BuFaTa ET an der HS München
- Sommer 2023: 92. BuFaTa ET an der Universität Ulm
- Winter 2022: 91. BuFaTa ET an der HS Mannheim
- Sommer 2022: 90. BuFaTa ET an der FH Dortmund
- Winter 2021: 89. BuFaTa ET an der TU Dresden
- Sommer 2021: 88. BuFaTa ET an der TH Nürnberg
- Winter 2020: 87. BuFaTa ET an der HTW Berlin
- Sommer 2020: 86. BuFaTa ET an der TU Ilmenau
- Winter 2019: 85. BuFaTa ET an der TU Darmstadt
- Sommer 2019: 84. BuFaTa ET am KIT
- Winter 2018: 83. BuFaTa ET an der RWTH Aachen
- Sommer 2018: 82. BuFaTa ET an der Technischen Universität Dresden
- Winter 2017: 81. BuFaTa ET an der Hochschule München
- Sommer 2017: 80. BuFaTa ET an der Universität Ulm
- Winter 2016: 79. BuFaTa ET an der TU Wien
- Sommer 2016: 78. BuFaTa-ET an der OTH Regensburg
- Winter 2015: 77. BuFaTa ET an der HS Emden/Leer
- Sommer 2015: 76. BuFaTa ET an der RWTH Aachen
- Winter 2014: 75. BuFaTa ET an der TU Darmstadt
- Sommer 2014: 74. BuFaTa ET an der TU Berlin und der HTW Berlin
- Winter 2013: 73. BuFaTa ET an der Technischen Universität Graz
- Sommer 2013: 72. BuFaTa ET am Karlsruher Institut für Technologie
- Winter 2012: 71. BuFaTa ET an der Technischen Universität München
- Sommer 2012: 70. BuFaTa ET an der Technischen Universität Hamburg-Harburg
- Winter 2011: 69. BuFaTa ET an der Fernuniversität in Hagen
- Sommer 2011: 68. BuFaTa ET an der Technischen Universität Dresden
- Winter 2010: 67. BuFaTa ET an der Hochschule Regensburg
- Sommer 2010: 66. BuFaTa ET an der Universität Siegen
- Winter 2009: 65. BuFaTa ET am Karlsruher Institut für Technologie (Uni)
- Sommer 2009: 64. BuFaTa ET in Aachen
- Winter 2008: 63. BuFaTa ET an der Fachhochschule Gießen-Friedberg in Friedberg
- Sommer 2008: 62. BuFaTa ET in Kaiserslautern
- Winter 2007: (ausgefallen)
- Sommer 2007: 61. BuFaTa ET in Ulm
- Winter 2006: 60. BuFaTa ET in Hagen
- Sommer 2006: 59. BuFaTa ET in Dresden
- Winter 2005: 58. BuFaTa ET in Karlsruhe
- Sommer 2005: 57. BuFaTa ET in Wuppertal
- Winter 2004: 56. BuFaTa ET in Stuttgart

Quelle